# Barco de Äskekärr
O barco de Äskekärr (em sueco Äskekärrskeppet)  é um navio víquingue de transporte de mercadorias, do tipo knarr, datado do ano 930. Foi achado em 1933 na proximidade da aldeia de Äskekärr, na margem do rio Gota, no sudoeste da Suécia. O barco navegou pelo menos durante 100 anos, e encontra-se atualmente em exposição no Museu da Cidade de Gotemburgo.

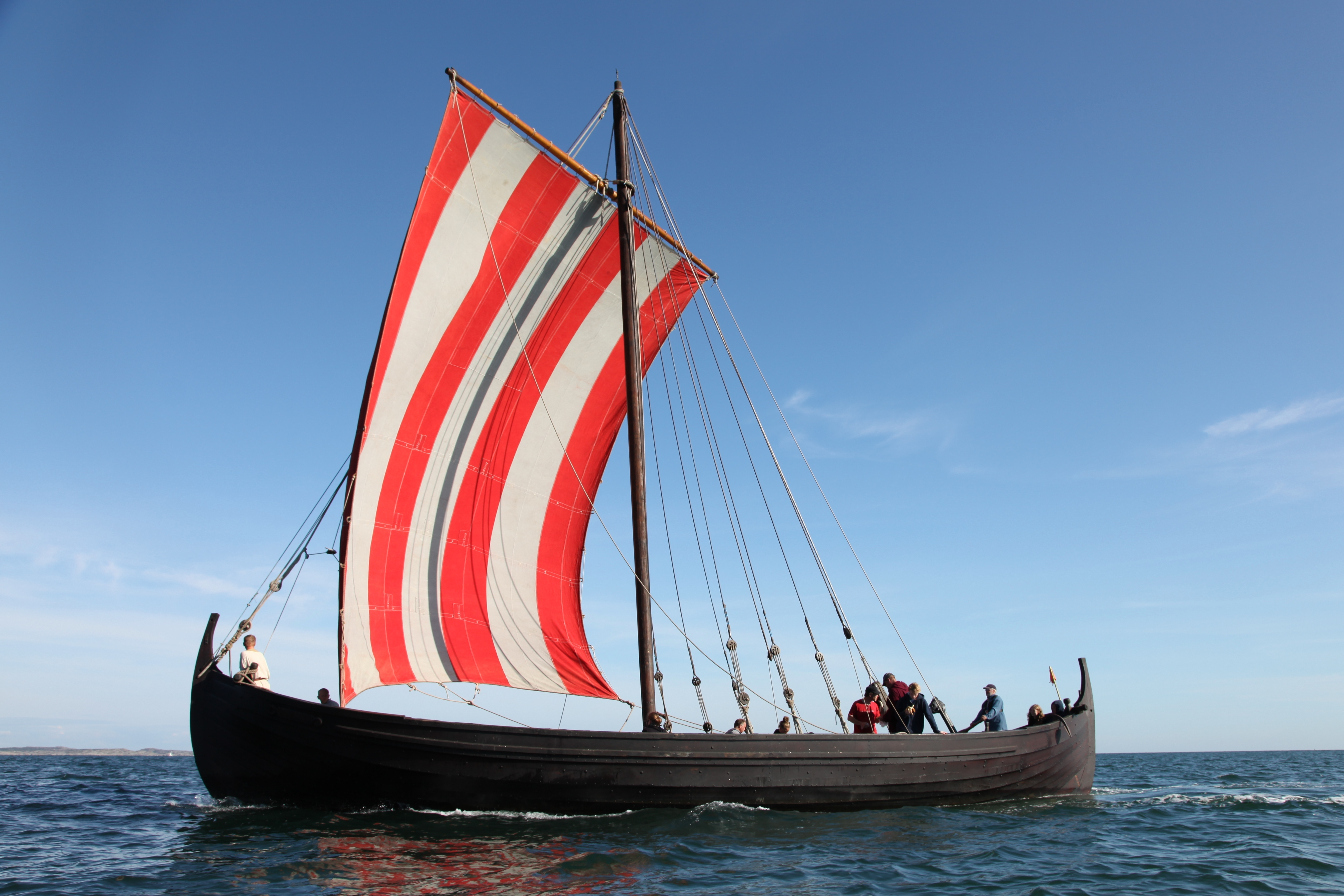
O Vidfamne - uma réplica contemporânea do barco de Äskekärr